# Krasnyj Dagestan
Krasnyj Dagestan (ros. Красный Дагестан) – chutor (ros. хутор) w Rosji, w Kraju Krasnodarskim, w rejonie apszerońskim. Wchodzi w skład osiedla wiejskiego Niżegorodskoje.

## Geografia
Chutor znajduje się w południowej części Kraju Krasnodarskiego, przy granicy z Adygeją.
Jest położony nad rzeką Kurdżyps.

## Demografia
W 2010 roku chutor zamieszkiwały 92 osoby.